# 科佐瓦區

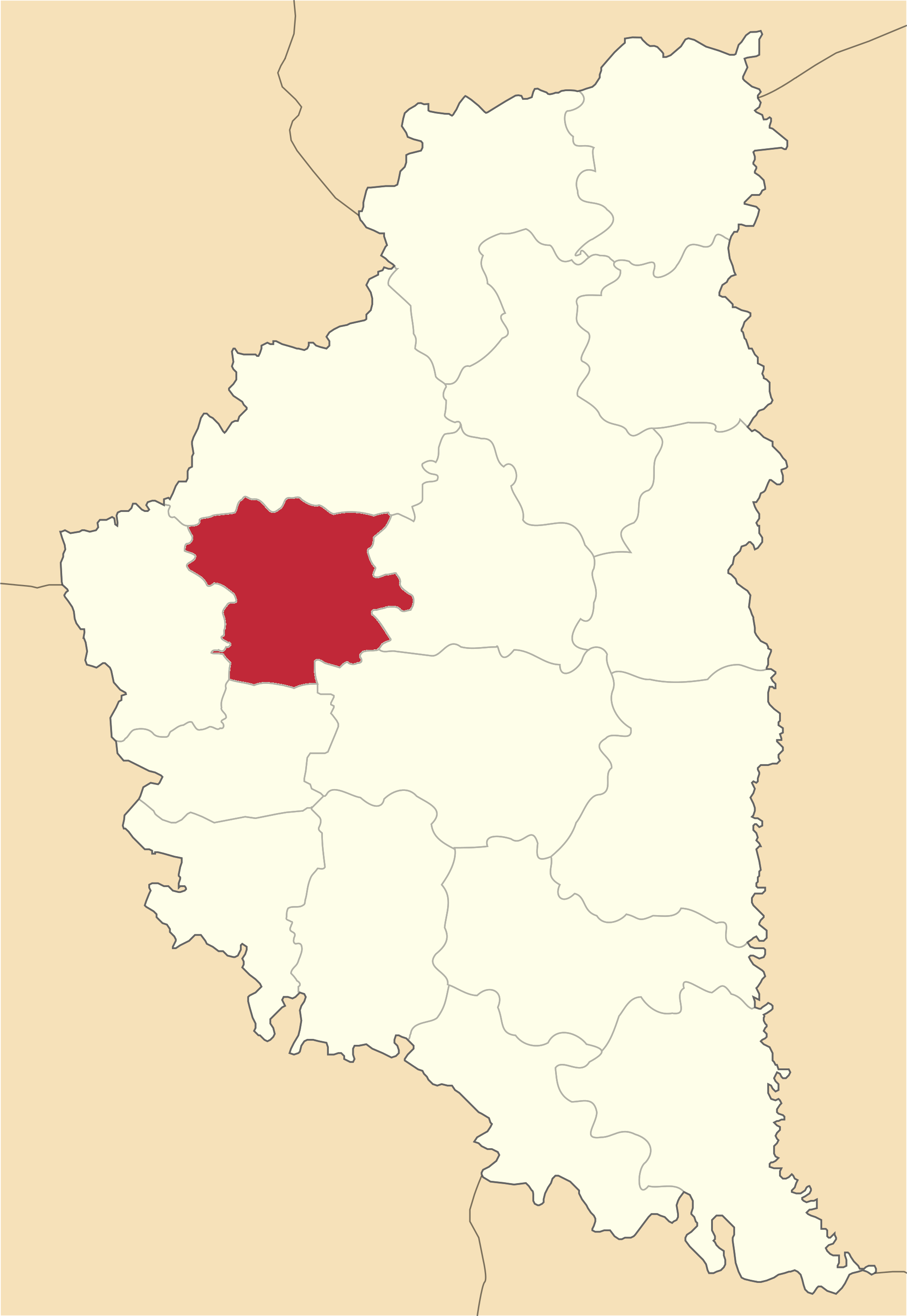

科佐瓦區（烏克蘭語：Козівський район）是位於烏克蘭西部捷爾諾波爾州的舊區，首府設於科佐瓦，並於2020年被撤銷。該區面積694平方公里，2015年人口38,412，人口密度每平方公里55.35人。